# 2002 CA225
2002 CA225, também escrito como 2002 CA225, é um objeto transnetuniano (TNO) que está localizado no cinturão de Kuiper, uma região do Sistema Solar. Ele é classificado como um cubewano. O mesmo possui uma magnitude absoluta de 7,2 e tem um diâmetro com cerca de 160 km.

## Descoberta
2002 CA225 foi descoberto no dia 7 de fevereiro de 2002 pelo astrônomo Marc W. Buie.

## Órbita
A órbita de 2002 CA225 tem uma excentricidade de 0,120 e possui um semieixo maior de 45,714 UA. O seu periélio leva o mesmo a uma distância de 40,249 UA em relação ao Sol e seu afélio a 51,179 UA.